# Салатавское наибство
Салатавское наибство — административная единица Северо-Кавказского имамата, и позже Нагорного округа Российской империи.

## География
С юга наибство от Гумбетовского союза сельских общин отделяла естественная горная стена Салатавского хребта. Западная граница с Ауховским наибством проходила по реке Акташ её верхней части где расположен Алмак, а восточная — граничила с землями шамхала Тарковского, здесь линия границы проходила по правому берегу реки Сулак и постоянно менялась ввиду покупок салатавцами земель у владельцев шамхальства.

## История
В 1857 году императором Александром II было утверждено «Положение о Кавказской армии», которое определяло управление покоренными горскими народами. Согласно положению, Салатавское наибство было включено в Нагорный округ и управлялось из Буртунаевского укрепления. В 1869 году Салатавское наибство вместе с Ауховским наибством (всего 22 селения) было передано в ведение Кумыкского (с 1871 г. — Хасавюртовского) округа Терской области уже как 4-й участок (впоследствии 3-й). Местом пребывания пристава-начальника 4-го Салатавского участка являлось селение Дылым.